# Sola (miasto)

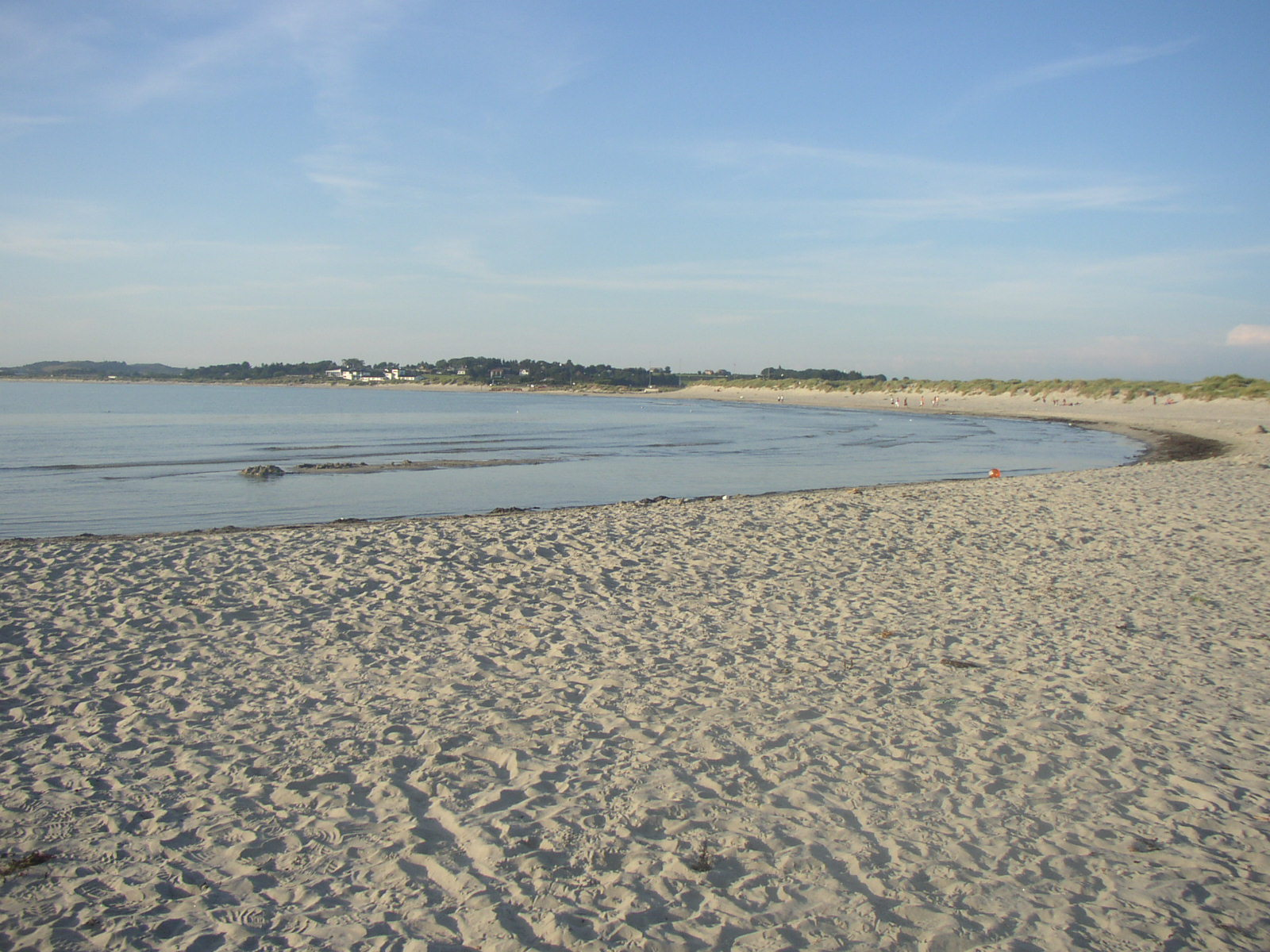
Plaża w Soli

Sola – norweskie miasto i gmina leżąca w regionie Rogaland.
Sola jest 410. norweską gminą pod względem powierzchni.

## Informacje ogólne

### Nazwa
Gmina (pierwotnie parafia) pochodzi od nazwy dawnej farmy Sola (staronordyjski: Sóli) od momentu pojawienia się tu pierwszego kościoła. Nazwa jest stara, a jej znaczenie jest nieznane, choć norweskie słowo "sól" oznacza po polsku "słońce", dlatego może ona mieć związek ze słońcem.

### Herb
Herb został ustanowiony w 1982 roku. Znajdują się na nim dwie fale symbolizujące piaszczyste plaże w gminie.

## Demografia
Według danych z roku 2020 gminę zamieszkuje 27 153 osób, gęstość zaludnienia wynosi 394,49 os./km².
Pod względem zaludnienia Sola zajmuje 42. miejsce wśród norweskich gmin.
| ludność stan na 1 stycznia 2020 |         |           |        |
|                                 | kobiety | mężczyźni | razem  |
| osób                            | 13 372  | 13 955    | 27 327 |
| %                               | 48,93%  | 51,07%    | 100%   |

| wykształcenie Powyżej 16 roku życia stan na rok 2018 |        |         |        |        |
|                                                      | podst. | średnie | wyższe | niezn. |
| osób                                                 | 4537   | 7864    | 7 798  | 120    |
| %                                                    | 22,33% | 38,70%  | 38,37% | 0,59%  |

## Edukacja
Według danych z 2019 roku:
- liczba szkół podstawowych (norw. grunnskolar): 11
- liczba uczniów szkół podstawowych: 3590

## Władze gminy
Według danych na rok 2019 administratorem gminy (norw. rådmann) jest Ingrid Nordbø, natomiast burmistrzem (norw. ordfører, d. borgermester) jest Tom Henning Slethei.